# Serguéi Suvórov
Serguéi Suvórov —en ruso, Сергей Суворов— es un deportista soviético que compitió en lucha grecorromana. Ganó una medalla de bronce en el Campeonato Mundial de Lucha de 1991 y cuatro medallas en el Campeonato Europeo de Lucha entre los años 1987 y 1991.

## Palmarés internacional
| Campeonato Mundial | Campeonato Mundial       | Campeonato Mundial | Campeonato Mundial |
| Año                | Lugar                    | Medalla            | Categoría          |
| ------------------ | ------------------------ | ------------------ | ------------------ |
| 1991               | Varna (Bulgaria)         | Medalla de bronce  | 48 kg              |
| Campeonato Europeo |                          |                    |                    |
| Año                | Lugar                    | Medalla            | Categoría          |
| 1987               | Tampere (Finlandia)      | Medalla de bronce  | 48 kg              |
| 1988               | Kolbotn (Noruega)        | Medalla de plata   | 48 kg              |
| 1990               | Poznan (Polonia)         | Medalla de oro     | 48 kg              |
| 1991               | Aschaffenburg (Alemania) | Medalla de plata   | 48 kg              |